# Daniyel Cimen
Daniyel Cimen ['tʃiˑmən] né le 19 janvier 1985 à Hanau, est un footballeur allemand évoluant au poste de milieu de terrain.

## Carrière
- 2002-2007: Eintracht Francfort (Allemagne).
- 2007: Eintracht Braunschweig (Allemagne).
- depuis 2007: Kickers Offenbach (Allemagne).